# Germund

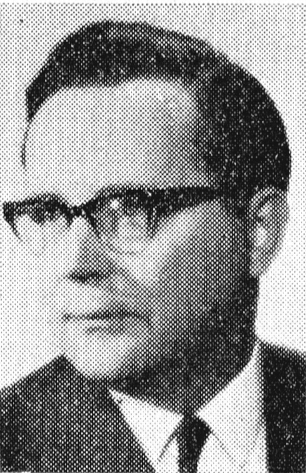
Germund Dahlquist.

Mansnamnet Germund är ett svenskt namn av fornnordiskt ursprung och sammansatt av ord för spjut (geir) och beskyddare (mundr).
Äldsta belägg i Sverige är på en runinskrift från 1000-talet och fick ett mindre uppsving under 1700-talets första hälft. I dess fornnordiska form är namnet Geirmundr, framförallt associerat med den norske vikingahövdingen Geirmundr Heljarskinn (Helskin) som var en av Islands tidiga bosättare. I likhet med till exempel Eirik har ei-ljudet ändrats till ett e-ljud, var av den svenska formen. 
Namnet har aldrig varit vanligt, men infördes i almanackan 1901, liksom en del andra liknande namn, i ett försök att göra de gamla nordiska namnen populära. För Germund fick det dock ingen effekt.
31 december 2014 fanns det totalt 362 personer i Sverige med namnet, varav 77 med det som tilltalsnamn. År 2009 fick 1 pojke namnet, som tilltalsnamn.
Namnsdag: 19 juni, tillsammans med Görel. I den finlandssvenska namnsdagslängden har Germund namnsdag 16 januari sedan 1995, tillsammans med Gudmund. Före det hade Germund namnsdag 17 juni 1929–1994.

## Personer med namnet Germund
- Germund Carl Cederhielm, slottsherre
- Germund Ludvig Cederhielm, greve, överste, "En av rikets herrar"
- Germund Dahlquist, professor i numerisk analys
- Gjermund Eggen, norsk längdskidåkare
- Germund Abraham Falkengren, landshövding i Västernorrlands län
- Germund Hesslow, professor i neurofysiologi
- Germund Johansson, friidrottare
- Germund Michanek, litteraturhistoriker
- Robert Nils Germund Montgomery-Cederhielm, riksdagsledamot
- Germund Palm, häradshövding
- Germund Stenhag, musikläggare/musikredaktör i radio
- Germund von Wowern, fil.dr., redaktör

## Fiktiva
- Germund Germundsson är en storbonden i boken och filmen Driver dagg faller regn